# Alexander Platonowitsch Kudrjawzew
Alexander Platonowitsch Kudrjawzew (russisch Александр Платонович Кудрявцев; * 1962) ist ein ehemaliger sowjetischer Ringer. Er wurde 1981 Weltmeister im griechisch-römischen Stil im Weltergewicht.

## Werdegang
Alexander Kudriawzew begann als Jugendlicher mit dem Ringen und konzentrierte sich dabei auf den griechisch-römischen Stil. 1979 wurde er sowjetischer Juniorenmeister im Leichtgewicht und deshalb zur Junioren-Weltmeisterschaft im schwedischen Haparanda entsandt. Dort belegte er im Leichtgewicht hinter Sölve Halling, Schweden und Peter Thätner, DDR, den 3. Platz. Im August 1980 wurde er in Bursa Junioren-Europameister im Weltergewicht vor Ronald Schulz, DDR und Stoyan Wassiljew, Bulgarien.
1981 wurde er erstmals sowjetischer Meister im Weltergewicht. Er löste damit den erfolgreichen Anatoli Bykow ab. Er wurde auch sofort in die sowjetische Ringernationalmannschaft der griechisch-römisch Ringer aufgenommen. In der Nationalmannschaft wurden Gennadi Sapunow und Schamil Chissamutdinow seine Trainer. Im Juli 1981 wurde der junge Student in Bukarest Universiadesieger im Weltergewicht vor Gheorghe Ciobotaru, Rumänien und Peter Thätner. Kaum 20 Jahre alt feierte er anschließend bei der Weltmeisterschaft in Oslo den Gewinn des Weltmeistertitels im Weltergewicht. Auf dem Weg zu diesem Erfolg besiegte er Janko Schopow aus Bulgarien, Philippe Vidal aus Frankreich und Karl-Heinz Helbing aus der Bundesrepublik Deutschland. Seinen letzten Poolkampf verlor er gegen Karolj Kasap aus Jugoslawien nach Punkten. Er wurde aber trotzdem Poolsieger, weil Kasap gegen Schopow verloren hatte. Nach dem damaligen Reglement standen sich die beiden Poolsieger Alexander Kudriawzew und Mikko Huhtala aus Finnland im Kampf um den Weltmeistertitel gegenüber. Alexander Kudriawzew gewann diesen Kampf nach Punkten und wurde damit Weltmeister.
1982 wurde er wieder sowjetischer Meister und deshalb bei den internationalen Meisterschaften eingesetzt. Aber sowohl bei der Europameisterschaft im Mai 1982 in Warna, als auch bei der Weltmeisterschaft im September 1982 in Kattowitz enttäuschte er und belegte bei beiden Meisterschaften nur den 4. Platz.
Diese beiden Meisterschaften waren auch die letzten Einsätze bei internationalen Meisterschaften. 1983 wurde Michail Mamiaschwili sowjetischer Meister im Weltergewicht, der dann für viele Jahre das nationale und internationale Ringergeschehen im Welter- und später auch im Mittelgewicht beherrschte. Alexander Kudriawzew konnte sich gegen Mamiaschwili nie mehr durchsetzen.

## Internationale Erfolge
| Jahr | Platz | Wettbewerb                               | Gewichtsklasse | Ergebnisse |
| 1979 | 3.    | Junioren-WM in Haparanda (Schweden)      | Leicht         | hinter Sölve Halling, Schweden und Peter Thätner, DDR |
| 1980 | 1.    | Junioren-EM in Bursa                     | Welter         | vor Ronald Schulz, DDR und Stoyan Wassiljew, Bulgarien |
| 1981 | 1.    | Universiade in Bukarest                  | Welter         | vor Gheorghe Ciobotaru, Rumänien und Peter Thätner |
| 1981 | 1.    | WM in Oslo                               | Welter         | nach Siegen über Janko Schopow, Bulgarien, Philippe Vidal, Frankreich und Karl-Heinz Helbing, Bundesrepublik Deutschland, einer Niederlage gegen Karolj Kasap, Jugoslawien und einem Sieg über Mikko Huhtala, Finnland |
| 1982 | 2.    | Großer Preis von Deutschland in Freiburg | Welter         | hinter Andrzej Supron, Polen, vor Janko Schopow und Karolj Kasap |
| 1982 | 4.    | EM in Warna                              | Welter         | hinter Andrzej Supron, Roger Tallroth, Schweden und Karolj Kasap |
| 1982 | 4.    | WM in Kattowitz                          | Welter         | hinter Ștefan Rusu, Rumänien, Andrzej Supron und Karolj Kasap |

Erläuterungen
- alle Wettkämpfe im griechisch-römischen Stil
- WM = Weltmeisterschaft, EM = Europameisterschaft
- Leichtgewicht, damals bis 68 kg, Weltergewicht bis 74 kg Körpergewicht